# Caio Júlio Silano
Caio Júlio Silano (em latim: Gaius Julius Silanus) foi um senador romano nomeado cônsul sufecto para o nundínio de janeiro a abril de 92 com Quinto Júnio Aruleno Rústico. Sua existência é comprovada apenas através de inscrições.

## Carreira
O historiador Ronald Syme afirma que Silano veio da Gália e acrescenta que seu cognome não tem nenhuma relação com os aritocráticos Júnios Silanos. Silano foi co-optado pelos irmãos arvais em 22 de janeiro de 86 no lugar do recém-falecido Caio Vipstano Aproniano. Apesar de ter sido nomeado mestre (magister) em 87, ele desapareceu dos registros do colégio pelo resto do ano e novamente entre 89 e 91, o que levou Syme a propor que ele tenha sido nomeado comandante de uma legião ou governador de uma das oito províncias imperiais.